# Anna Ruchat
Anna Ruchat (Zurigo, 1959) è una scrittrice, poetessa e traduttrice svizzera.

## Biografia
Figlia dell'architetto Flora Ruchat Roncati e André Ruchat, nasce a Zurigo nel 1959 e compie gli studi di filosofia e letteratura tedesca tra Pavia e la sua città natale. 
Germanista, ha esordito come scrittrice nel 2004 con la raccolta di racconti In questa vita vincendo il Premio Chiara
Insegnante presso la Civica Scuola Interpreti e Traduttori “Altiero Spinelli” di Milano, ha tradotto numerosi autori tedeschi e svizzeri tra cui Thomas Bernhard, Nelly Sachs, Paul Celan, Mariella Mehr e Hermann Burger.

## Opere

### Romanzi
- Volo in ombra, Pescara, Quarup, 2010 ISBN 978-88-95166-12-4
- Il malinteso, Como-Pavia, Ibis, 2012 ISBN 978-88-7164-394-6

### Racconti
- In questa vita, Bellinzona, Casagrande, 2004 ISBN 88-7713-387-2.
- Il male minore con fotografie di Elda Papa, Riva San Vitale, Beltrametti, 2006
- Gli anni di Nettuno sulla terra, Pavia, Ibis, 2018 ISBN 9788871645711.

### Poesia
- Geografia senza fiume, Pasian di Prato, Campanotto editore, 2006
- Angeli di stoffa con Giulia Fonti, Tesserete, Pagine d'arte, 2009 ISBN 978-88-86995-85-6
- Terra taciturna e apocalisse con disegni di Daniele Brolli, Pasian di Prato, Campanotto, 2011 ISBN 978-88-456-1261-9
- Binomio fantastico, Martinsicuro, Di Felice, 2014 978-88-97726-47-0

### Traduzioni
- Thomas Bernhard, Il respiro: una decisione, Milano, Adelphi, 1989 ISBN 88-459-0680-9
- Hermann Burger, Servo d'orchestra, Milano, Marcos y Marcos, 1990 ISBN 88-7168-038-3
- Thomas Bernhard, Antichi maestri, Milano, Adelphi, 1999 ISBN 88-459-0944-1
- Kathrin Schmidt, A nord dei ricordi, Torino, Einaudi, 2001 ISBN 88-06-15366-8
- Fritz Mühlenweg, Segreti della Mongolia, Pavia, Ibis, 2002, ISBN 978-88-7164-127-0
- Norbert Gstrein, Gli anni inglesi, Torino, Einaudi, 2003 ISBN 88-06-15524-5
- Richard Wilhelm, L'anima della Cina, Pavia, Ibis, 2005, ISBN 978-88-7164-455-4
- Mariella Mehr, Labambina, Milano, Effigie, 2006 ISBN 88-89416-38-6
- Mariella Mehr, Notizie dall'esilio, Milano, Effigie, 2006 ISBN 88-89416-39-4
- Elfriede Jelinek, Loro non come loro, Milano, Effigie, 2009 ISBN 978-88-89416-99-0
- Mariella Mehr, San Colombano e attesa, Milano, Effigie, 2010 ISBN 978-88-89416-55-6
- Melitta Breznik, La casa, Pavia, Ibis, 2011, ISBN 978-88-7164-353-3
- Stefan Zweig, Viaggio nel passato, Pavia, Ibis, 2012, ISBN 978-88-7164-380-9
- Peter Bichsel, Stagioni, Bologna, Comma 22, 2013 ISBN 978-88-6503-096-7
- Rainer Maria Rilke, Il segreto. Cinque racconti giovanili, Pavia, Ibis, 2013, ISBN 978-88-7164-446-2
- Rainer Maria Rilke, Figlio unico e altri racconti, Pavia, Ibis, 2014, ISBN 978-88-7164-478-3
- Hermann Burger, L'illettore. Una confessione, L'orma Editore, Roma 2017, ISBN 9788899793142
- Stefan Hyner, Cuore vince, Pavia, FinisTerrae, 2020, ISBN 978-88-6904-009-2
- Alphonse Daudet, Cinque racconti, Tesserete, Pagine D'Arte, 2020, ISBN 978-88-94904-30-7
- Heinrich Böll, Opinioni di un clown, Collana Oscar Moderni Cult, Milano, Mondadori, 2023, ISBN 978-88-047-6516-5.